# Nilea breviunguis
Nilea breviunguis là một loài ruồi trong họ Tachinidae.